# Joyce Jameson

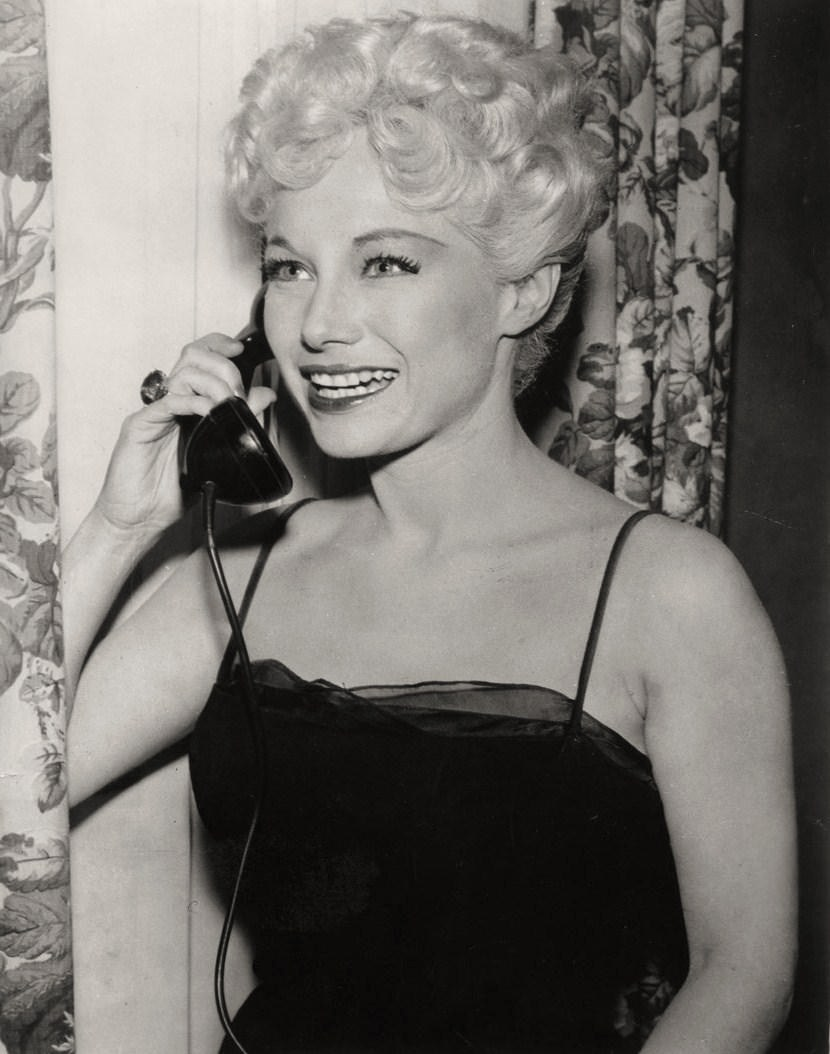
Joyce Jameson

Joyce Jameson (* 26. September 1932 in Chicago, Illinois; † 16. Januar 1987 in Burbank, Kalifornien) war eine amerikanische Theater-, Film- und Fernsehschauspielerin.

## Biografie
Ihre erste Filmrolle hatte Jameson 1951 mit einer winzigen, weder im Vor- noch im Abspann genannten Nebenrolle in Show Boat. Dies war jedoch der Beginn einer spektakulären Bildschirm- und Leinwandkarriere, in deren Verlauf Jameson über 100 Auftritte in Filmen und Fernsehserien aller Genres haben sollte.
International wurde Jameson durch zwei Horrorparodien in den 1960er Jahren bekannt, in denen sie an der Seite von Vincent Price, Peter Lorre, Boris Karloff und Basil Rathbone zu sehen war: Tales of Terror (Der grauenvolle Mr. X, USA 1962) und The Comedy of Terrors (Ruhe Sanft GmbH, USA 1963). Vor allem in The Comedy of Terrors konnte sie in der Rolle der Ehefrau des versoffenen Bestattungsunternehmers Trumbull ihr komisches Talent unter Beweis stellen, bekannt sind vor allem die Gesangseinlagen der Jameson, die auch in der deutschen Synchronfassung im Original erhalten geblieben sind.
Privat verlief das Leben der Jameson weniger fröhlich. Sie war verheiratet mit Billy Barnes, der in den 1950er und 1960er Jahren als der Revue-Spezialist Hollywoods gehandelt wurde, heute jedoch in fast völlige Vergessenheit geraten ist. Sie wirkte auch in einigen der satirischen Revues ihres Mannes mit. Die Ehe scheiterte und wurde geschieden. Joyce Jameson beging am 16. Januar 1987 Suizid.

## Filmografie (Auswahl)
- 1951: Mississippi-Melodie (Show Boat)
- 1951: Tödliches Pflaster Sunset Strip (The Strip)
- 1951: Das zweite Gesicht des Dr. Jekyll (The Son of Dr. Jekyll)
- 1954: Eine glückliche Scheidung (Phffft)
- 1956: Blut an meinen Händen (Tension at Table Rock)
- 1957: Luftfracht Opium (Tip on a Dead Jockey)
- 1960: Das Appartement (The Apartment)
- 1962: Der grauenvolle Mr. X (Tales of Terror)
- 1963: Ruhe Sanft GmbH (The Comedy of Terrors)
- 1963: Der Balkon (The Balcony)
- 1964: Leih mir deinen Mann (Good Neighbor Sam)
- 1966: Frankie und Johnny (Frankie and Johnny)
- 1966: Völlig falsch verbunden! (Boy, did I Get a Wrong Number!)
- 1968: Bullen – Wie lange wollt ihr leben? (The Split)
- 1975: Frankensteins Todesrennen (Death Race 2000)
- 1976: Der Texaner (The Outlaw Josey Wales)
- 1978: Der Mann aus San Fernando (Every Which Way But Loose)
- 1983: Frauen waren sein Hobby (The Man Who Loved Women)